# Socet, Bihor
Socet este un sat în comuna Șinteu din județul Bihor, Crișana, România. Este un sat majoritar slovac.

 Acest articol despre o localitate din județul Bihor este deocamdată un ciot. Puteți ajuta Wikipedia prin completarea lui.

teu, Bihor]]